# پینوکیو (تئاتر)
پینوکیو (به انگلیسی: Pinocchio - play) نمایشنامه ای از دنیس کلی است که براساس رمان ماجراهای پینوکیو اثر كارلو كولدی ساخته شده است. و ترانه ها و امتیازات فیلم  پینوکیو (۱۹۴۰) که توسط لی هارلین ، ند واشینگتن و پاول  اسمیت ساخته شده است را داراست.  
به تازگی نسخه ای با اقتباس مارتین لاو نیز ساخته شده است. 

## بازیگران
| شخصیت      | تئاتر ملی (2017)  |
| ---------- | ----------------- |
| پینوکیو    | جو ادریس-رابرتز   |
| جیمی کریکت | آدری برایسون      |
| ژپتو       | مارک هادفیلد      |
| پری آبی    | آنت مک لاولین     |
| روباه      | دیوید لانگهام     |
| مربی       | دیوید کرکبید      |
| لمپی       | Dawn Sievewright  |
| موم        | جک نورث           |
| استرومبولی | گرشوین اوستاچا جن |